# Joseph Mahmud
Joseph Mahmud – belizeński polityk, członek Zjednoczonej Partii Ludowej, poseł z okręgu Cayo North.

## Życiorys
Związał się z chadecką Zjednoczoną Partią Ludową i z jej ramienia kandydował do parlamentu.
7 marca 2012 został członkiem Izby Reprezentantów z okręgu Cayo North, w którym pokonał w wyborach przedstawiciela UDP: Salvadora Fernandeza, zdobywając 2382 głosów (stosunek głosów: 51,33% do 42,77%). Zjednoczona Partia Ludowa pozostała w tej kadencji w opozycji.